# Muggsy Bogues
Tyrone Curtis Bogues, detto Muggsy (Baltimora, 9 gennaio 1965), è un ex cestista e allenatore di pallacanestro statunitense, professionista nella NBA.
Alto 160 cm, è il giocatore più basso di sempre ad avere giocato in NBA.
Giocò come playmaker nei Washington Bullets, Charlotte Hornets, Golden State Warriors e Toronto Raptors. Fece parte anche dei New York Knicks e dei Dallas Mavericks, ma senza mai scendere in campo.

## Carriera
Scelto come dodicesimo nel Draft NBA 1987, al suo esordio nell'NBA era compagno di squadra di Manute Bol, all'epoca il più alto giocatore della storia (231 cm, record poi superato per pochi millimetri da Gheorghe Mureșan). Bol era 71 centimetri più alto di Tyrone. I due comparvero insieme su molte copertine di giornali.
Il 14 aprile 1993, durante la partita tra i suoi Charlotte Hornets e i New York Knicks, stoppò il centro Patrick Ewing alto 213 cm (53 cm di differenza).

## Curiosità
Nel 1995 recitò nel film Space Jam, come uno dei cinque giocatori NBA il cui talento viene rubato dai malvagi alieni Nerdlucks/Monstars. In italiano è doppiato da Fabrizio Vidale.

## Palmarès
- USBL Rookie of the Year (1987)
- All-USBL First Team (1987)
- USBL All-Defensive Team (1987)
- USBL All-Rookie Team (1987)
- Migliore nelle palle rubate USBL (1987)
- Venticinquesimo per numero di assist di sempre NBA

## Statistiche
| * | Record |

### NCAA
| Anno      | Squadra           | PG  | PT | MP   | TC%  | 3P%  | TL%  | RP  | AP  | PRP | SP  | PP   |
| --------- | ----------------- | --- | -- | ---- | ---- | ---- | ---- | --- | --- | --- | --- | ---- |
| 1983-1984 | W.F. Dem. Deacons | 32  | -  | 9,8  | 30,4 | -    | 69,2 | 0,7 | 1,7 | 1,0 | 0,0 | 1,7  |
| 1984-1985 | W.F. Dem. Deacons | 29  | -  | 35,3 | 50,0 | -    | 68,2 | 2,4 | 7,1 | 2,9 | 0,0 | 6,6  |
| 1985-1986 | W.F. Dem. Deacons | 29  | -  | 38,0 | 45,5 | -    | 73,0 | 3,1 | 8,4 | 3,1 | 0,1 | 11,3 |
| 1986-1987 | W.F. Dem. Deacons | 29  | -  | 39,0 | 50,0 | 44,3 | 80,6 | 3,8 | 9,5 | 2,4 | 0,0 | 14,8 |
| Carriera  | Carriera          | 119 | -  | 30,0 | 47,3 | 44,3 | 74,9 | 2,4 | 6,6 | 2,3 | 0,0 | 8,3  |

### NBA

#### Regular season
| Anno      | Squadra            | PG  | PT  | MP   | TC%  | 3P%  | TL%   | RP  | AP   | PRP | SP  | PP   |
| --------- | ------------------ | --- | --- | ---- | ---- | ---- | ----- | --- | ---- | --- | --- | ---- |
| 1987-1988 | Washington Bullets | 79  | 14  | 20,6 | 39,0 | 18,8 | 78,4  | 1,7 | 5,1  | 1,6 | 0,0 | 5,0  |
| 1988-1989 | Charlotte Hornets  | 79  | 21  | 22,2 | 42,6 | 7,7  | 75,0  | 2,1 | 7,8  | 1,4 | 0,1 | 5,4  |
| 1989-1990 | Charlotte Hornets  | 81  | 65  | 33,9 | 49,1 | 19,2 | 79,1  | 2,6 | 10,7 | 2,0 | 0,0 | 9,4  |
| 1990-1991 | Charlotte Hornets  | 81  | 46  | 28,4 | 46,0 | 0,0  | 79,6  | 2,7 | 8,3  | 1,7 | 0,0 | 7,0  |
| 1991-1992 | Charlotte Hornets  | 82  | 69  | 34,0 | 47,2 | 7,4  | 78,3  | 2,9 | 9,1  | 2,1 | 0,1 | 8,9  |
| 1992-1993 | Charlotte Hornets  | 81  | 80  | 35,0 | 45,3 | 23,1 | 83,3  | 3,7 | 8,8  | 2,0 | 0,1 | 10,0 |
| 1993-1994 | Charlotte Hornets  | 77  | 77  | 35,7 | 47,1 | 16,7 | 80,6  | 4,1 | 10,1 | 1,7 | 0,0 | 10,8 |
| 1994-1995 | Charlotte Hornets  | 78  | 78  | 33,7 | 47,7 | 20,0 | 88,9  | 3,3 | 8,7  | 1,3 | 0,0 | 11,1 |
| 1995-1996 | Charlotte Hornets  | 6   | 0   | 12,8 | 37,5 | 0,0  | 100,0 | 1,2 | 3,2  | 0,3 | 0,0 | 2,3  |
| 1996-1997 | Charlotte Hornets  | 65  | 65  | 28,9 | 46,0 | 41,7 | 84,4  | 2,2 | 7,2  | 1,3 | 0,0 | 8,0  |
| 1997-1998 | Charlotte Hornets  | 2   | 0   | 8,0  | 40,0 | -    | 100,0 | 0,5 | 2,0  | 1,0 | 0,0 | 3,0  |
| 1997-1998 | G.S. Warriors      | 59  | 31  | 26,3 | 43,7 | 25,0 | 89,4  | 2,2 | 5,5  | 1,1 | 0,1 | 5,8  |
| 1998-1999 | G.S. Warriors      | 36  | 5   | 19,8 | 49,4 | 0,0  | 86,1  | 2,0 | 3,7  | 1,2 | 0,0 | 5,1  |
| 1999-2000 | Toronto Raptors    | 80  | 5   | 21,6 | 43,9 | 33,3 | 90,8  | 1,7 | 3,7  | 0,8 | 0,1 | 5,1  |
| 2000-2001 | Toronto Raptors    | 3   | 0   | 11,3 | 0,0  | 0,0  | -     | 1,0 | 1,7  | 0,7 | 0,0 | 0,0  |
| Carriera  | Carriera           | 889 | 556 | 28,6 | 45,8 | 27,8 | 82,7  | 2,6 | 7,6  | 1,5 | 0,0 | 7,7  |

#### Play-off
| Anno     | Squadra            | PG | PT | MP   | TC%  | 3P%   | TL%   | RP  | AP  | PRP | SP  | PP   |
| -------- | ------------------ | -- | -- | ---- | ---- | ----- | ----- | --- | --- | --- | --- | ---- |
| 1988     | Washington Bullets | 1  | 0  | 2,0  | -    | -     | -     | 0,0 | 2,0 | 0,0 | 0,0 | 0,0  |
| 1993     | Charlotte Hornets  | 9  | 9  | 38,4 | 47,6 | 0,0   | 71,4  | 4,0 | 7,8 | 2,7 | 0,0 | 9,8  |
| 1995     | Charlotte Hornets  | 4  | 4  | 36,3 | 31,1 | 33,3  | 100,0 | 1,5 | 6,3 | 1,0 | 0,0 | 8,5  |
| 1997     | Charlotte Hornets  | 2  | 2  | 29,0 | 57,9 | 85,7* | 100,0 | 1,5 | 2,5 | 0,5 | 0,0 | 16,0 |
| 2000     | Toronto Raptors    | 3  | 2  | 29,0 | 28,6 | 33,3  | 33,3  | 2,0 | 1,7 | 1,3 | 0,0 | 5,3  |
| Carriera | Carriera           | 19 | 17 | 33,6 | 41,9 | 47,6  | 76,9  | 2,7 | 5,6 | 1,7 | 0,0 | 8,9  |

#### Massimi in carriera
- Massimo di punti: 24 (3 volte)[2]
- Massimo di rimbalzi: 10 vs. Detroit Pistons (25 marzo 1994)
- Massimo di assist: 19 (3 volte)
- Massimo di palle rubate: 7 (3 volte)
- Massimo di stoppate: 2 vs. New Jersey Nets (18 aprile 1989)
- Massimo di minuti giocati: 48 vs. Cleveland Cavaliers (20 febbraio 1994)